# Poczta kupiecka
Początki poczty kupieckiej na świecie sięgają XIV wieku, kiedy powstała pierwsza poczta kupiecka we włoskich republikach miejskich. Jeszcze w tym wieku rozprzestrzeniła się na inne kraje europejskie. Obsługiwana była przez gońców pieszych, rzadziej konnych. Poczta kupiecka we Wrocławiu utrzymywana była przez zakład pieszych gońców pocztowych, utrzymywanych przez konfraternie kupieckie, a także od XVI wieku korporację posłańców pocztowych. Poczta kupiecka przewoziła korespondencję dotyczącą spraw handlowych, kupieckich i transakcji pieniężnych. W XIV w. pocztę kupiecką zorganizowała Hanza, która swym zasięgiem i działalnością objęła także miasta śląskie. W XV – XVI w. Fuggerowie utworzyli własne faktorie kupieckie we Wrocławiu, Poznaniu i Krakowie. Wiadomo, że kupcy wrocławscy korzystali z pocztowych połączeń Hanzy od 1364 w komunikacji z Norymbergą, Lipskiem, Wiedniem, Pragą i Salzburgiem oraz niektórymi miastami śląskimi (połączenia pocztowe Dolnego Śląska). Liczbę gońców pocztowych ustalały poszczególne miasta. Do Wrocławia Lipsk od 1570 posiadał jednego, a od 1652 dwóch gońców; Berlin od 1614 miał do dyspozycji jednego gońca. Poczta kupiecka przekształciła się w XVII wieku w pocztę kawiarnianą, a w XIX wieku uliczną pocztę dzwonkową.